# След войны
«След войны» — российский короткометражный исторический кинофильм, снятый в 2015 году. Кинокомпания — Творческая мастерская. Премьера в России — 22 июня 2015 года.

## Сюжет
В центре произведения — рассказ Паустовского, пролог и эпилог составлены по материалам Нюрбергского процесса, рассказам и записям очевидцев.
1941-1945. Великая Отечественная война. Мы забыли о том, что это была за война. Не обычная война или сражение, каких в истории нашей страны было множество. Это была война на уничтожение нашего народа. Вторгнувшиеся нацисты пришли не завоевывать — они пришли убивать. Это не было произволом обезумевших воинов и мародеров — это был план.
Этот фильм не про немцев и русских. Этот фильм не про фальсификацию истории и присвоение чужих заслуг. Это фильм про то, как война меняет людей.

## В ролях
| Актёр             | Роль                 |
| ----------------- | -------------------- |
| Аркадий Айрапетов | барышник             |
| Лариса Суравская  | сумасшедшая          |
| Сергей Коновалов  | фашист #1            |
| Вадим Сафин       | фашист #2            |
| Родион Чумаков    | ребенок в прологе #1 |
| Вера Кобец        | ребенок в прологе #2 |
| Георгий Ландин    | ребенок в прологе #3 |
| Дмитрий Фурсов    | рассказчик           |

## Административная группа
- Режиссёр-постановщик: Максим Никонов
- Оператор-постановщик: Александр Абрашин
- Художник-постановщик: Виктория Собичевская
- Композитор: Виталий Гуньков
- Художник по костюмам и гриму: Татьяна Ворошева
- Консультант по исторической реконструкции: Сергей Махонин

## Съёмки
В качестве основного места для съёмок была выбрана станица Боргустанская, а именно центральная площадь и место на выезде. Общая фактура местности соответствовала идее фильма. Правда, на монтаже всё равно пришлось убирать столбы и линии электропередач, современные постройки и автомобили. Также это оказалось единственным местом, где нашлись одновременно аутентичная телега на ходу и лошадь, ходившая под такой телегой. Проблема состояла в том, что все прочие телеги были либо не на ходу, либо поставлены на современные колеса. Телега на деревянных колесах сильно гремела и плохо управлялась на поворотах и лошади, не привычные к такому, пугались и отказывались слушаться.
Вместо дорогого операторского крана была использована автовышка. Это потребовалось всего для одного кадра.
Съёмка основного материала заняла всего 3 дня.
Съёмки пролога и эпилога велись в студии в Пятигорске. Звук специально был искажен для создания эффекта большой комнаты.
На монтаже выявилась острая нехватка кадров. Досъёмки велись в поселке Иноземцево.